# Personaggi di Aoashi

I protagonisti della serie: Keiji Togashi, Jun Marchs Asari, Kanpei Kuroda, Sōichirō Tachibana, Eisaku Ohtomo, Ashito Aoi, Ryūichi Takeshima e Yuuma Motoki.

Questa voce contiene l'elenco dei principali personaggi del manga Aoashi di Yūgo Kobayashi.

## Tokyo Esperion
- Ashito Aoi - Durante il suo terzo anno di scuola media, studiando nella prefettura di Ehime, gioca nella squadra di calcio del proprio istituto, Aoi però sembra perdere le speranze di affermarsi come giocatore quando durante una partita viene espulso come conseguenza di essere stato violento contro un suo avversario. Tuttavia gli si presenta una grande opportunità: va nella prefettura di Tokyo dove supera un provino per entrare nella squadra Under-18 del Tokyo Esperion, di tutti i candidati Ashito è stato l'unico che non fosse di Tokyo. Se all'inizio Aoi vedeva nel calcio semplicemente un passatempo, diventa poi lo scopo della sua vita, sentendo che solo con quest'ambizione può avere successo. È un ragazzo che mette passione nel gioco, non si lascia mai abbattere dalle avversità, è quasi incapace di contenere la propria esuberanza, è inoltre un amante del buon cibo. All'inizio desiderava diventare l'attaccante più forte al mondo, ma poi si vede costretto a giocare come terzino sinistro data la sua mancanza di agilità. Ashito è fortissimo in fase di passaggio, riesce a pianificare bene l'offensiva grazie alla sua abilità, l'Eagle Eyes  (視野?, shiya) che gli permette di vedere come si muovono tutti i calciatori in campo, di conseguenza anticipa l'azione prima che si svolga e trova il punto debole nella difesa avversaria: tale capacità è sia istintiva che razionale, è uno stato mentale che Ashito raggiunge quando ragiona con calma.

- Eisaku Ohtomo - Lui e Aoi hanno sostenuto insieme il provino di ammissione al Tokyo Esperion, all'inizio Ohtomo lo trovava fastidioso ma poi diventano buoni amici. La ragione per cui ha preferito entrare nelle giovanili di un club professionista è perché lo riteneva il modo migliore per garantirsi un futuro concreto nel calcio, temendo che, se invece avesse optato per il calcio liceale, dopo tre anni si sarebbe ritirato definitivamente. Non sopporta i calciatori che fanno leva sulla loro forza fisica, dato che si sente condizionato dal fatto che lui è di bassa statura. È molto abile nel fraseggio e durante il gioco si rivela un ottimo equilibratore.

- Nagisa Akutsu - Viene dalla prefettura di Kyoto, già al suo primo anno venne inserito nella formazioni titolare dell'Under-18 del Tokyo Esperion, era stato l'unico a superare l'esame di ammissione. Ragazzo feroce, condizionato dal brutto ambiente in cui è cresciuto, la madre non si curava di lui, Nagisa si è distanziato da lei quando è entrato nel Tokyo Esperion, è stata la squadra a mantenerlo economicamente con una borsa di studio dandogli una vita stabile. Da subito prende in antipatia Ashito, tanto da odiare il solo fatto che lui abbia successo in squadra. Più volte cerca di mortificarlo benché Ashito non si faccia mai intimorire da lui. Tuttavia, col tempo, Akutsu e Ashito imparano a coesistere come compagni, in realtà Ashito lo ammira perché è un eccellente calciatore. Anche se gioca come difensore, possiede ottime capacità realizzative per merito del suo senso del posizionamento, infatti ricopre bene il ruolo di libero.

- Haruhisa Kuribayashi - È il giocatore più forte dell'Under-18 del Tokyo Esperion (178 cm per 66 kg) ritenuto la miglior promessa del Giappone, tanto da aver giocato anche in prima squadra nella J1 League e nell'AFC Champions League. Nato nella prefettura di Tokyo, da bambino aveva praticato il calcio anche in Spagna. Fortissimo nel manipolare la strategia di gioco in attacco, un aspetto che lo rende diverso da Ashito è che al contrario di lui Kuribayashi nella sua tattica può sfruttare più opzioni di manovra, vanta anche un dribbling strepitoso, può rivestire il ruolo di falso nueve. È un ragazzo gentile e amichevole, ma è anche imperscrutabile, niente lo appassiona oltre al calcio, insegue le proprie ambizioni con una forte decisione, egli tra i suoi compagni è una figura sia amata che invidiata.

- Keiji Togashi - Appartiene a una banda di motociclisti alla quale è molto affezionato, tuttavia è stato costretto a lasciarla per unirsi all'Under-18 del Tokyo Esperion dato che questa è la condizione che gli è stata imposta. Ha iniziato a giocare a calcio quando frequentava la quinta elementare, all'inizio non aveva ambizioni anche se poi le cose sono cambiare quando emerse il suo talento decidendo di diventare un professionista. Contrariamente alla maggior parte dei giocatori della squadra, Togashi non è passato dall'Under-15 né tanto meno ha sostenuto un esame di ammissione, lui infatti è stato direttamente reclutato per entrare nel team. Dato che all'arrivo in squadra di Aoi e Togashi quest'ultimo aveva una tecnica migliore rispetto al primo, Togashi aiuta Aoi a migliorare sui fondamentali. Uno dei suoi calciatori preferiti è Xavi.

- Yuuma Motoki - È uno degli attaccanti migliori dell'Under-18 della squadra, promosso dalla sezione Under-15, sebbene avesse iniziato la sua carriera da difensore. Tra i suoi compagni è apprezzato non solo per il suo talento ma anche per via del suo carattere estroverso, essendo un ragazzo socievole. Sua madre lavora come domestica per la famiglia proprietaria del club di calcio. Quando Motoki attacca riesce ad arginare la difesa avversaria per merito della sua capacità di adattarsi alle abilità dei propri compagni trovando con loro la giusta sintonia.

- Jun Marchs Asari - È giapponese ma è per metà inglese, insieme a Motoki è tra i giocatori che è stato promosso dall'Under-15 per rafforzare la squadra Under-18 visti i pochi membri a disposizione. Caratterialmente è molto diverso da Yuuma, lui infatti è più arcigno e scorbutico, prova in un primo momento antipatia per Ashito non sopportando che egli sia entrato al Tokyo Esperion grazie al provino invece che passare come lui dalle juniores, col tempo però impara a essere più solidale con lui.

- Yoichi Kiriki - Dopo Kuribayashi è il regista più bravo delle giovanili del Tokyo Esperion, prova un complesso di inferiorità verso Kuribayashi dato che al contrario di lui non è altrettanto affermato a livello internazionale. Odia chi non riesce a stare dietro ai suoi passaggi, è piuttosto egocentrico e orgoglioso. Ashito guardandolo giocare ammette che Kiriki è il calciatore a cui maggiormente vorrebbe somigliare per tecnica dato che ha un ottimo controllo della sfera ed è un abile assist-man.

- Eita Takasugi - Ragazzo estremamente determinato, è una persona con un carattere molto critico e autorevole, non si fa problemi a rimproverare con animosità i suoi compagni quando non approva la loro condotta, specialmente Kiriki e Akutsu, è insofferente verso il loro individualismo. Quando Takasugi e Akutsu sono entrati nell'Under-18 del club, già al loro primo anno emersero le loro differenze caratteriali, se Akutsu pecca di superbia Takasugi è più disciplinato: Takasugi è uno dei pochi giocatori in squadra che gli tiene testa verbalmente. La forza di Takasugi come calciatore si concentra soprattutto nell'ottima tempistica delle sue azioni di gioco che infatti gli permette di cogliere alla sprovvista gli avversari.

- Yutaka Yamada - Persona con un carattere gentile, riscuote successo tra il pubblico femminile. È un difensore di ottimo livello, dotato di una rapidità portentosa, infatti è capace di accelerare raggiungendo la massima velocità in tempi minimi, è proprio per via dei suoi movimenti così veloci che è difficile marcarlo o rubargli palla quando avanza.

- Kyō Shimura - È un ragazzo gentile, sul proprio volto ha sempre un sorriso compiaciuto. Quando gioca lo fa con assoluta calma, è capace di coprire lunghe distanza quando corre ad una velocità stupefacente, il merito è da attribuirsi alla straordinaria massa musculare dei quadricipiti di Shimura che gli permette di ottenere una portentosa accelerazione. Forte nel prevalere contro l'avversario nello scontro individuale al punto che è ritenuto uno dei migliori nel settore giovanile giapponese.

- Kenta Yoshitsune - È uno degli elementi migliori della squadra, nonostante le sue parvenze infantili sa essere serio, apprezza Akutsu come compagno di squadra pur considerandolo un po' arrogante. Il suo gioco è eccezionale perché riesce a controllare la palla con i piedi anche quando corre a piena intensità, nel suo secondo anno nell'Under-18 del Tokyo Esperione era stato il miglior marcatore della Prince Takamado Cup.

- Sōichirō Tachibana - Ritenuto uno dei talenti più promettenti di Tokyo, è uno dei giocatori che ha sostenuto l'esame di ammissione insieme a Ohtomo e Ashito, in verità il provino era stato organizzato principalmente per Tachibana dato che il Tokyo Esperion era interessato a lui. In verità sentendo di aver perso il suo senso della competizione, Tachibana stava per rinunciare al calcio, voleva prendere parte al provino solo per chiudere con lo sport e non superare il test, tuttavia ritrova la voglia di giocare proprio grazie ad Ashito, tanto che, insieme a lui e Ohtomo, supera l'esame di selezione.

- Ryūichi Takeshima - Ritenuto uno dei difensori più forti della squadra, è la sua buona preparazione in difesa che permette ai suoi compagni di avanzare facilmente in attacco. Quando ad Aoi viene data la posizione di terzino, è Takeshima che all'inizio gli fa da mentore nel suo nuovo ruolo. Per propria ammissione nel calcio e nella vita privata preferisce usare approcci diversi, infatti quando gioca è severo e critico ma fuori dal campo si rivela una persona cordiale.

- Kanpei Kuroda - Centrocampista, giocatore dotato di una grande forza di volontà, è una persona gentile e mostra quasi sempre un sorriso allegro, tuttavia sa anche essere pungente, non esita a sottolineare i difetti degli altri calciatori, o a rimproverarli con un atteggiamento intimidatorio quando lo reputa opportuno. Kuroda è stato uno dei primi a notare che Ashito non è adatto a fare l'attaccante in quanto il suo gioco non trova la giusta posizione quando riceve l'assist, ciò denota che Kuroda possiede un ottimo senso dell'osservazione.

- Kunitaka Matsunaga - È un attaccante, ha un carattere amichevole, inoltre è una persona umile, in squadra è tra quelli che maggiormente apprezza Ashito dopo che quest'ultimo inizia a farsi strada tra i titolari. Anche se in attacco è poco reattivo, è molto veloce nell'arretrare in difesa dando supporto in zona più arretrata.

- Masanori Baba - Nei suoi tre anni nell'Under-18 del Tokyo Esperion, Baba ha giocato principalmente tra le riserve, si scalda facilmente quando è in difficoltà, inoltre non si fa problemi a essere severo con i suoi compagni di squadra più giovani quando lo reputa opportuno. Sia tra i suoi coetanei che tra coloro che sono più giovani di lui, in squadra ha dovuto confrontarsi con giocatori capaci di superarlo, questo infatti col tempo ha costretto Baba a ridimensionare le proprie ambizioni, effettivamente conclusa la sua esperienza a Tokyo Esperion egli progetta di continuare a giocare a calcio nei campionati universitari. Si vanta di saper ricoprire ogni ruolo in campo, quando Baba marca l'avversario appoggia la mano sulla schiena del suo rivale in modo da percepire i movimento del suo corpo e anticiparlo.

- Taira Nakamura - Nella divisione Under-18 del Tokyo Esperion, nei primi due anni, ha trovato spazio unicamente nella squadra secondaria. È consapevole che è necessario impegnarsi per emergere in una squadra giovanile di un club professionista, non è molto incline ad aiutare i suoi compagni più giovani pur essendo comunque una persona apprensiva. Ama il calcio ma non ha la stoffa del campione. È stato di sostegno ad Ashito quando egli si è unito alla squadra, vedendolo in difficoltà nei primi tempi: ciò che più Taira ammira di lui è che Ashito è quello che si allena maggiormente rispetto agli altri. Sa essere autoritario, ed esprime le proprie opinioni con sicurezza.

- Rindō Akiyama - È il fratello minore di Enshin, è un'ala destra e tra i giocatori dell'Under-18 del Tokyo Esperion è il più giovane, infatti frequenta ancora la terza media. Nei suoi modi tradisce un po' di arroganza, questo si riflette anche nel suo modo di attaccare, non curante della forza dei difensori avversari. In maniera analoga all'inserimento in squadra di Ashito per volere di Fukuda, è stato l'allenatore Tsukishima a insistere per promuovere Rindō tra i titolari.

- Enshin Akiyama - È il fratello maggiore di Rindō, gioca come portiere, ruolo che ricopre con decisione, è in grado di eseguire delle parate eccezionali. Ha una personalità amichevole, quando Ashito e Togashi vengono promossi a difensori titolari li aiuta a migliorare la loro concezione difensiva, tiene ben in considerazione l'importanza dei vari ruoli in campo, inoltre sorprendentemente è forte anche del dribbling, quando si allontana dalla porta è capace di effettuare giocate con cui disorientare gli avversari.

- Tatsuya Fukuda - Capo allenatore della squadra Under-18 del Tokyo Esperion, anche lui come Ashito è originario di Ehime, si è trasferito a Tokyo giocando nella squadra del proprio liceo per poi diventare un professionista nel Tokyo Esperion. Giocava nella nazionale del Giappone, era soprannominato Young Lion (獅若?, shī waka). Alla luce delle sue prestazioni è stato ingaggiato dal Sabadell giocando nel LaLiga, dove molti giovani ragazzi, sia giapponesi che spagnoli, lo ammiravano. Un infortunio alla gamba pose fine alla propria carriera, e dopo aver giocato nel Paraguay lasciò il professionismo. Tra i suoi calciatori preferiti figurano Cristiano Ronaldo, Luka Modrić, Carlos Tévez e Zlatan Ibrahimović. Dopo aver conosciuto Ashito per puro caso, è stato proprio Fukuda a proporgli di giocare per il Tokyo Esperion avendo intravisto il suo smisurato potenziale. Implicitamente anche lui possiede l'Eagle Eyes dato che lui e Ashito vedono il gioco nello stesso modo. È un uomo calmo e tranquillo pur facendo trasparire anche un carattere cinico e perentorio.

- Nozomi Date - È il primo allenatore della squadra secondaria Under-18 del Tokyo Esperion. È un uomo molto serio, ha una grande considerazione di Fukuda perché ne riconosce le eccezionali capacità nel coltivare i giovani talenti. Lui e Fukuda erano compagni di scuola, frequentavano lo stesso liceo. Quando Ashito si è unito alla squadra, Nozomi notando che il ragazzo era ancora ancorato al calcio tipico dell'ambiente scolastico, ha dovuto sottoporlo a un severo allenamento per aiutarlo a integrarsi con lo stile calcistico del Tokyo Esperion.

- Aki Tsukishima - Memrbro dello staff dell'Under-18 del Tokyo Esperion, è il più giovane nel gruppo degli allenatori, è una persona molto gentile. In passato è stato anche lui un giocatore delle giovanili del Tokyo Esperion, ha giocato pure nel campionato universitario.

- Daigo Benzen - Si occupa della formazione dei portieri della squadra Under-18, molto severo con i propri giocatori. Quando era giovane la sua carriera di calciatore era iniziata prima nei campionati liceali e poi in quelli universitari. Da professionista ha giocato sia in J1 League che nella seconda divisione, la J2 League.

- Hernán Garulla - È l'allenatore della prima squadra, è spagnolo, debuttò come professionista all'età di 18 anni, è stato anche un giocatore della nazionale olimpica spagnola. Oltre che in Spagna, ha giocato nelle leghe di altri paesi quali Scandinavia, Cina e Russia. Hernán e Fukuda sono stati compagni di squadra nel Sabadell, a quel tempo Hernán era il giocatore più anziano del team.

- Hana Ichijō - Ha la stessa età di Aoi, lavora al Tokyo Esperion svolgendo mansioni secondarie, lei e Ashito diventano buoni amici, in alcune occasioni lo rimprovera quando necessario (diventando anche un po' violenta con lui) è evidente tuttavia che tra i due c'è dell'attrazione. È la sorella minore di Fukuda, in realtà Hana è solo una sorella acquisita: la madre di Fukuda sposò il padre di Hana, quest'ultima era entusiasta di averlo in famiglia dato che Fukuda è sempre stato il suo calciatore preferito da bambina. Probabilmente questa è la ragione principale che l'ha spinta a legarsi ad Aoi dato che lui, per come gioca, le ricorda Fukuda.

## Tokyo Musashino
- Chiaki Mutō - È il capitano della squadra, dal punto di vista tecnico è ritenuto il giocatore migliore del Tokyo Musashino. Fin dai tempi delle juniores lui e gli altri bembri della squadra sono stati messi in ombra dai talenti del Tokyo Esperion. Sa bilanciare la sua figura di leader alla capacità di direzionare bene il gioco, comunicando con i compagni durante il match. È un ragazzo disciplinato, molto apprezzato dai compagni, il suo approccio in partita si basa sulla pazienza, infatti i suoi passaggi servono principalmente a non affrettare il gioco.

- Akinori Kenada - È l'attaccante di punta della squadra, gioca al Tokyo Musashino perché non aveva superato l'esame di ammissione al Tokyo Esperion benché Kenada fosse ritenuto uno dei migliori giovani talenti della prefettura. L'umiliazione di non essere stato ammesso al Tokyo Esperion ha condizionato Kenada, infatti se all'inizio era una persona gentile, diventa in seguito provocativo e rabbioso, Ashito e Tachibana trovano odiosa la sua arroganza. Non mostra rispetto per i suoi compagni di squadra più anziani, anche perché si ritiene più forte di loro, ma in fondo proprio per via della sua forza è apprezzato in squadra.

- Junnosuke Nakano - Nakano e Kenada erano tra i giocatori che avevano fatto il provino per il Tokyo Esperion insieme a Aoi, Ohtomo e Tachibana ma al contrario di questi tre, né Nakano né Kenada hanno superato le selezioni, benché Nakano desiderasse tanto entrare nel Tokyo Esperion. Tuttavia al contrario di Kenada lui non prova rabbia per quel fallimento, è una persona affabile inoltre non tollera il carattere irriguardoso di Kenada.

- Mikami - La sua media di gol nella squadra è la più alta dopo quella di Kenada, non ha un bel rapporto con quest'ultimo, infatti Mikami non sopporta il suo atteggiamento irriguardoso. Il gioco di Mikami è focalizzato soprattutto sulla tenacia e sulla sua grande riserva di energie.

- Mitsuya - È un ragazzo molto gentile, tradisce un certo timore nell'affrontare avversari che si rivelano molto preparati, tuttavia Mitsuya gioca con impegno, Kenada si affida a lui principalmente per rafforzare la difesa quando la squadra rivale passa all'attacco.

- Sakai - È uno dei difensori più forti della squadra, è molto abile nel creare interferenze, come viene sottolineato da Ohtomo sa rendersi pericoloso nel rubare palla quando la linea difensiva del Tokyo Musashino aumenta il suo raggio d'azione.

- Shiomaki - Gioca nella posizione di punta centrale, egli dà il suo supporto nello schema della squadra non tanto in attacco quanto nel rendere più compatta la forza del gruppo quando difende a centrocampo ostacolando l'azione avversaria.

- Madoka - È uno dei difensori della squadra, abile nel marcare l'avversario anche quando la difesa è scoordinata, Madoka è bravo a limitare i movimenti del rivale che ha il possesso palla in modo che non si avvicini alla porta. Mandoka e Shiomaki sono tra i giocatori del Tokyo Musashino che maggiormente nel corso delle partite si sono distinti per la loro bravura.

- Ishikura - È un centrocampista, la sua validità in campo emerge quando aiuta i compagni difendendo nella zona a centrocampo, quando la squadra per indebolire gli avversari avanza all'unisono per debilitare la capacità dei rivali di effettuare passaggi.

- Gotou - È un attaccante, la linea offensiva della squadra è infatti rappresentata fa Gotou, Kenada e Shiomaki. Contribuisce a rafforzare l'attacco della formazione quando la squadra avanza traendo vantaggio quando possono aumentare di numero.

- Saeki - È il portiere della squadra, possiede una buona tecnica di base, dà il suo supporto per mantenere salda la difesa, esorta soprattutto i propri compagni a difendere evitando di trascurare le zone potenzialmente scoperte.

- Kōji Satake - È l'allenatore della squadra, è un uomo gentile ma anche carismatico, incoraggia i suoi giocatori a una tattica basata sulla conquista della palla durante la partita, ritenendola il modo migliore per privare gli avversari dell'opportunità di manipolare il gioco potendo così trascendere il divario di forza.

- Miyako Tachibana - È la sorella di Sōichirō, proprio come il fratello anche lei pratica il calcio, infatti gioca nella sezione femminile del Tokyo Musashino. Miyako e Sōichirō sono gemelli, è una ragazza molto bella con un carattere autoritario, Ohtomo ha un debole per lei. Col tempo diventa una fan del Tokyo Esperion.

## Funabashi Academy
- Go Tokito - È il capitano della squadra liceale del Funabashi Academy della prefettura di Chiba. Si relaziona ai suoi compagni con un atteggiamento solidale, ma anche con autorevolezza quando lo ritiene necessario, preferisce esortare la squadra a un gioco ben organizzato. Dato che il Funabashi Academy ha un severo criterio di selezione avendo lo stesso Tokito dovuto rivaleggiare tra 180 candidati per diventare un titolare, ha dovuto impegnarsi negli allenamenti e sviluppare un carattere molto determinato. È un centrocampista, il punto di forza di Tokito è la difesa, infatti benché il Funabashi si affidi a un modulo che comprende quattro difensori, Tokito all'occorrenza arretra per rendere la difesa più coesa come quinto elemento aggiunto.

- Trepone Rufin - È il giocatore più forte della squadra, soprannominato Tori (トリィ?, tori) studente del terzo anno, pur essendo giapponese è di origine straniera. È indubbiamente uno degli attaccanti migliori nel panorama liceale, velocissimo nel contropiede, sa come addomesticare la palla, come afferma Ashito non è tanto la forza né tanto meno la resistenza ciò che lo rende un buon attaccante quanto la capacità di usare il suo corpo per muoversi con eleganza. Ha frequentato la Funabashi Academy con una borsa di studio che ha coperto sei anni di scuola (sia le medie che le superiori), pur essendo competitivo è un ragazzo umile con un forte autocontrollo. Gioca nella Nazionale Under-18 del Giappone, finite le superiori ha in programma un ingaggio presso lo Yokohama F·Marinos.

- Sammy Rufin -È il fratello minore di Trepone, studente del primo anno. Le sue giocate tendono a essere impulsive ma è comunque uno degli elementi più forti della squadra. Al pari del fratello anche lui si è iscritto al Funabashi Academy entrando nello loro scuole medie ottenendo una borsa di studio, dopo che gli era stato permesso di esibirsi a un provino. Sammy ha optato per il Funubashi Academy per il suo prestigio dato che non voleva iscriversi a una scuola pubblica. Caratterialmente Sammy è tutto l'opposto di Trepone dato che è un ragazzo insicuro ed emotivo.

- Naofumi Futahara - Studente del terzo anno, lui e Trepone sono le due punte della squadra, è piuttosto eccentrico ed esuberante. Oltre a possedere una grande forza fisica è incredibilmente rapido nei movimenti, benché sia solo un liceale il suo stile di gioco è simile a quello di un calciatore professionista, addirittura Anri lo paragona a Hulk nella tecnica. In squadra la sua media di gol alla Prince Takamado Cup è superata solo da quella di Trepone. Concluso il liceo è prevista la sua adesione al club del Sagan Tosu.

- Tanaka Mitsuki - Gioca come difensore, prova disagio nell'affrontare rivali che usano degli schemi offensivi intensi dato che a Mitsuki non piace concentrare eccessivamente le azioni di gioco sulla difesa. Mette impegno in partita, Tokito conta principalmente sull'aiuto di Mitsuki per intensificare il gioco difensivo per bloccare gli avversari nella linea di metà campo.

- Shindō Yasuda - È un centrocampista, è molto combattivo, quando esercita la propria marcatura sull'avversario lo fa concentrandosi sul movimento del pallone perché lo reputa il modo migliore per limitare la forza individuale di un avversario e impedirgli di segnare.

- Akira Saruta - Difensore che predilige un gioco concentrato prevalentemente nel difendere più al centro, riducendo al minimo il confronto con gli avversari nelle zone laterali. Contrariamente a Mitsuki lui è più fiducioso nel focalizzare le proprie forze in difesa per intralciare gli avversari. È amico di Tokito, Trepone, Mitsuki e Yasuda fin dai tempi in cui frequentavano tutti le scuole medie.

- Keisuke Aioi - Al pari di Sammy è anche lui tra i titolari come studente del primo anno. Diversamente da Sammy che è insicuro, Aioi è più deciso dato che come matricola sente il dovere di essere di aiuto ai compagni. Preferisce impostare l'attacco con ordine e pazienza, e infatti è per questo motivo che il gioco di Sammy non gli piace dato che quest'ultimo tende a effettuare passaggi molto avventati.

- Ryūsei Araki - È uno dei centrocampisti titolari della squadra insieme a Tokito, Aioi e Yasuda. È molto bravo nel dare il proprio contributo al gioco difensivo della squadra, marca i giocatori rivali in modo da ostacolarli e impedendo loro di tagliare in area avversaria.

- Yoshitaka Masada - Ricopre la posizione di terzino sinistro, è uno dei membri della linea difensiva del Funabashi Adademy. La squadra incentra la propria forza proprio sulla difesa, Masada infatti propende di più per un gioco che trae maggior beneficio dal vantaggio numerico dei difensori.

- Sora Sukaragawa - È il portiere della squadra, è un ragazzo gentile, misurarsi contro avversari impegnativi rende per lui il gioco più divertente. Incoraggia i suoi compagni a una difesa impostata per coprire la zona centrale dell'area di rigore, ritenendola la scelta migliore per limitare le possibilità di successo per gli avversari in attacco.

- Senichi Natsume - È l'allenatore della squadra, ha 55 anni, molto rispettato dai giocatori del Funabashi Academy, anche da quelli delle scuole medie, dato che sotto la sua guida la squadra ha potuto competere a livello nazionale. È stato lui a far entrare Trepone nel loro istituto scolastico tramite raccomandazione, Natsune è stato una figura importante nella crescita di Trepone come calciatore, avendolo spronato a consolidare un legame con i suoi compagni di squadra durante gli anni delle scuole medie, dato che Natsune aveva notato che all'inizio il punto debole di Trepone era che il suo talento non sbocciava perché non sapeva fare gruppo con gli altri.

## Seiran
- Ryūki Haneda - È il capitano della squadra del liceo Seiran, della prefettura di Aomori. Henada è il giocatore più forte del team, è un ragazzo determinato e intraprendente. Dotato di un'ottima tecnica individuale, è un tipico giocatore allrounder, ciò che fa di lui un buon attaccante è la capacità di posizionarsi nelle zone più lontane rispetto a dove il gioco diventa nevralgico. Si è trasferito dalla prefettura di Tokyo.

- Ren Kitano - Studente del primo anno, tra lui e Ashito si instaura un forte dualismo dato che possiedono le stesse abilità visive, infatti Kitano possiede il Bird's Eye  (俯瞰?, fukan) che ha le stesse proprietà dell'Eagle Eye di Ashito, la sua visione del campo è talmente ampia che i suoi avversari, non riuscendo a stare dietro alle sue abilità di previsione, finiscono col commettere errori da cui Kitano trae vantaggio. Rispetto ad Aoi lui avendo una tecnica di gioco molto più raffinata, è più abile di lui nel proteggere la palla quando Kitano è in fase di possesso. Henada lo reputa il vero elemento di forza del Seiran ritenendo che Kitano, per merito delle sue capacità di coordinamento, è in grado di ovviare il divario di forza con squadre più preparate. Studia meticolosamente la tattica di gioco della propria squadra visionando i filmati degli allenamenti.

- Taiyo Fujinaga - Studente del terzo anno, quando studiava alle scuole medie era stato convocato nella nazionale giovanile, si è iscritto al Seiran solo perché da allora ha fatto pochi progressi come calciatore. Giocando per il Seiran si è distinto per le sue capacità, è diventato titolare al secondo anno di liceo, tuttavia si sente inferiore a Kitano dato che quest'ultimo ha maggior talento rispetto a lui. Durante la Prince Takamado Cup si è confermato come uno dei migliori passatori del torneo, dopo il liceo è previsto il suo ingresso nella squadra del V-Varen Nagasaki.

- Kiso Naoki - Studente del primo anno, è una riserva tuttavia tra le matricole della squadra è l'unico oltre a Kitano che riesce a trovare spazio in squadra. Si è trasferito dalla prefettura di Nagano, prima di iscriversi al Seiran la sua carriera da calciatore era pressoché inesistente, stima molto Kitano per il suo talento, a sua volta Kitano apprezza molto la gentilezza di Naoki, quest'ultimo riveste anche il ruolo di manager della squadra, lo fa principalmente perché lo ritiene un modo per rendersi utile. Naoki viene usato in campo quando la squadra usa uno schema basato su un attacco sostenuto da passaggi precisi.

- Sho Renard Moriyama - Alto 190 cm, anche se è giapponese, in parte è anche sudamericano. Animato da una forte determinazione, prima di entrare al Seiran non ha avuto successo come calciatore, il problema era la sua poca comprensione degli schemi in campo, una volta entrato nel Seiran lavora di più nello studio della tattica oltre che nella reattività nel gioco difensivo.

- Jay Damien Yamagai - È uno dei giocatori più forti del Seiran, la sua specialità è quella di gestire la palla quando gli viene servita anche tramite passaggi lunghi. È giapponese tuttavia è anche ghanese da parte di padre. Possiede un ottimo sprint, lui e Haneda sono gli attaccanti migliori della squadra

- Kentaro Tsutsumi - Pur essendo un difensore si mette in mostra anche per la sua capacità di contribuire alla manovra d'attacco, è dotato di una grande velocità. La sua capacità di marcare l'avversario è eccezionale perché, oltre a limitarlo gli fa perdere il suo posizionamento riuscendo a neutralizzarlo.

- Konuma - È un centrocampista offensivo, tuttavia è forte nel dare supporto in difesa, infatti lui, Fujinaga e Kitano tendono ad arretrare quando è necessario rafforzare la forza difensiva della squadra. La specialità di Kunoma è quella di esercitare la propria marcatura mettendo pressione agli avversari.

- Kurama - Di ruolo è un centrocampista, contribuisce nelle azioni di contesa della palla dal momento che i giocatori del Seiran sono forti nell'impadronirsi della sfera anche quando la palla è in continuo movimento in modo da confondere gli avversari e far perdere equilibrio nel loro schema.

- Sasaki - È un difensore, abile nel cooperare con i suoi compagni per accrescere la forza difensiva dello schema di gioco, tattica che il Seiran usa per ostruire la manovra dei passaggi della squadra avversaria, adatto soprattutto quando i rivali usano un gioco esitante.

- Oba - È un centrocampista, si adopera soprattutto per difendere a centrocampo dato che ciò è consequenziale del fatto che il Seiran basa la propria forza nella difesa a tutto campo. Oba prende di mira i suoi avversari quando difende evitando che usino un gioco veloce.

- Hizawa - È un attaccante, viene schierato in campo quando la squadra preferisce puntare su un attacco più acuito, se infatti Henada punta su un gioco versatile mentre Jay sulla potenza, Hizawa sfrutta la velocità in modo da usare un'offensiva maggiormente equilibrata.

- Eito Mikamura - Studente del secondo anno, è uno dei portieri più forti del calcio giovanile nipponico. Quando frequentava le scuole medie era un membro delle juniores del Tokyo Esperion, è stato invitato a unirsi al Seiran dopo che aveva fallito non avendo avuto la promozione nel club. Animato dalla sua voglia di migliorare, è diventato un portiere eccezionale, tanto che persino Fukuda arriva ad ammettere che è migliorato molto rispetto a quando giocava per il Tokyo Esperion. È l'unico giocatore della squadra, oltre a Kitano, che gioca nella Nazionale Under-18.

- Narimiya - È l'allenatore della squadra, ha 70 anni, ritenuto una figura rispettata nel calcio giovanile giapponese. Paradossalmente, benché alleni una squadra liceale, lui crede fermamente che per evolvere il calcio in Giappone le squadre giovanili dei club professionisti debbano oscurare totalmente quelle liceali: infatti il motivo per cui ha scelto di guidare una squadra scolastica è perché nei settori giovanili del professionismo, in Giappone, ci si concentra troppo nell'insegnare la tattica strutturale ma non si impartisce l'ambizione di vincere, ciò a cui mira Narimiya è trasformare il Seiran nell'istituzione giovanile calcistica dominante del Giappone. Una delle sue squadre preferite è il Liverpool, tanto che si ispira ai loro schemi nei moduli di gioco del Seiran

- Seikichi - È il figlio di Narimiya, lavora insieme a suo padre come aiuto-allenatore. In passato era stato anche lui uno studente del Seiran, conosceva Fukuda e Nozomi quando erano tutti e tre dei liceali vista la rivalità calcistica delle loro scuole. Quando Mikamura entra nella squadra del Seiran è proprio Seikichi a occuparsi della sua preparazione aiutandolo a diventare un portiere molto più bravo.

## Barcellona Under-18
- Sino Ascari - È il capitano della selezione Under-18 del Barcellona. Bravo nel giudicare le capacità dei calciatori essendo un buon osservatore, è un ragazzo serio che esige dalla squadra prestazioni all'altezza delle aspettative. Ascari è un centrocampista formidabile, preparatissimo dal punto di vista tecnico, vede come dei rivali i compagni di squadra ingaggiati da paesi stranieri, infatti pur di non farsi eclissare da loro, si impegna molto quando gioca, così da mettersi in mostra agli occhi dei dirigenti sportivi.

- Yuri Garulla - È il figlio di Hernán, proprio come suo padre ha intrapreso la carriera di calciatore. Era amico di Hana quando entrambi erano bambini, nel periodo in cui Fukuda e Hernán erano compagni di squadra, è un ragazzo freddo e cinico, ciò è stato il risultato di aver giocato nelle giovanili del Barcellona, in un ambiente competitivo dove solo i giocatori più promettenti possono aspirare a sopravvivere e ad avere successo. Studiava gli schemi di gioco più di tutti gli altri, Ascari fin dall'inizio aveva notato il talento di Yuri per via della sua adattabilità che gli consentiva di facilitare il gioco. Sua madre Maria è un'attrice, ha incoraggiato Yuri ad avere successo come atleta principalmente per far sì che di riflesso anche la carriera della madre potesse giovarne. Era molto legato al suo amico Leonard, pure lui era un giocatore dell'accademia del Barcellona, ma diversamente da Yuri lui venne allontanato dalla struttura per mancanza di buoni risultati, quell'evento condizionò Yuri che lo spinse a vedere nel calcio principalmente un lavoro. Dal momento che suo padre ha giocato nelle squadre di vari paesi, Yuri nutre molto interesse per i club stranieri oltre che per quelli spagnoli.

- Demian Cant - Lui e Kuribayashi sono rivali fin da bambini, Kuribayashi lo conobbe in Spagna. Demian sembra l'esatto alter-ego di Kuribayashi, infatti come lui è il giocatore migliore delle giovanili del Barcellona, ha giocato anche in prima squadra nella Coppa del Re dove è stato reputato alla stregua di un MVP. Suo padre è argentino mentre la madre è spagnola, quando il loro matrimonio finì il padre portò con sé Demian in Argentina, crescendo in quartieri poveri e criminali. Demian si è allontanato dal padre quando tornò a vivere in Spagna unendosi al Barcellona. Forte nella progressione della palla, ciò che Ashito trova eccezionale del suo modo di attaccare è come Damian riesca a tirare in pieno movimento coniugando il controllo del proprio corpo e la potenza di tiro. Quando gioca ha l'abitudine di recitare i versi della Bibbia.

- David Obsidian - È un difensore, ha sempre un'espressione seria e minacciosa. Ha un corpo imponente e possiede ottime capacità difensive. È un assertore dell'istituzione del Barcellona, tanto da ammettere che prova quasi indifferenza per ogni altra squadra dal momento che considera il Barcellona praticamente ineguagliabile.

- Jill Xhaka - Viene dal Ghana, ha un carattere molto espansivo, è una persona decisamente presuntuosa. La sua tecnica di gioco è molto simile a quella di Trepone, infatti Xhaka vanta un ottimo atletismo. È veloce nella corsa e calcia con potenza. Ha l'abitudine di fare degli strani versi quando è soddisfatto o compiaciuto. Gioca nella nazionale del Ghana Under-18.

- Suzak Quarich . Viene dall'Ucraina, è cresciuto nella povertà, il calcio è stato per lui il suo solo mezzo di sostentamento. Mostra sempre uno sguardo freddo, il suo senso della posizione e la velocità con cui si muove gli permettono di portare avanti la palla rendendo molto difficile per gli avversari marcarlo. Suzak, insieme a Demian e Xhaka è tra i migliori giocatori stranieri delle giovanili del Barcellona.

- Emmanuel Gato - Può essere schierato sia come attaccante che come difensore, è una persona estroversa e piuttosto emotiva, è abile nella conduzione della palla. Il nome "Gato" in lingua spagnola significa gatto, chiaro riferimento al fatto che il suo viso ha delle fattezze feline.

- Alex Falco - Si è unito a La Masia all'età di 11 anni, è stato legato a Gato e Yuri fin dai tempi in cui tutti e tre frequentavano le juniores del Barcellona. Falco gioca nel ruolo di centrocampista, si distingue in fase di impostazione ed è bravo a dialogare con la palla con i propri compagni,

- Powandgo - Ricopre il ruolo di difensore, abile sia nella gestione della palla che nel coordinarsi con gli altri giocatori della linea difensiva in modo che possano marcare gli avversari con un tempismo perfetto, così da ostacolare i giocatori rivali non appena ricevono palla.

- José Arjoedia - Gioca come terzino destro, forte nell'esercitare il proprio gioco in difesa, José è di grande aiuto nelle azioni di intralciamento in modo da indebolire le capacità degli avversari di controllare la palla con i passaggi dando modo ai suoi compagni di poterla conquistare.

- Sarel - È un difensore, quando è in difficoltà tende a spazientirsi, gioca in maniera combattiva. La sua specialità è il pressing, feroce nell'affrontare l'avversario, usa una tattica che prevede di collaborare con i propri compagni per precludere l'azione di movimento dei rivali così da ottenerne il possesso palla.

- Nathan Starless - È un portiere, capace di eseguire delle parate strepitose. Ciò che distingue il suo gioco è la freddezza, infatti non fa trasparire impegno o combattività quando esegue i suoi interventi, reagisce al tiro avversario con una naturalezza assoluta. Enshin lo reputa un estremo difensore forte quanto lui e Mikamura.

- Kenny Sainza - È l'allenatore della squadra, si presenta come un uomo freddo che agisce con calma. Sembra nutrire una buona considerazione del calcio giapponese riconoscendone le buone potenzialità. Quando era un professionista aveva giocato per il Tottenham e il Paris Saint-Germain.

- Romeo De Cervandes - Membro dello staff degli allenatori, è un talent scout molto scrupoloso. Non mostra riguardo verso i propri giocatori se le loro capacità non lo soddisfano, Sainza infatti non condivide il cinismo con cui Romeo tratta i suoi atleti. Lui mira a coltivare i talenti dell'accademia giovanile del Barcellona in modo che possano in futuro competere sulla scena mondiale, non gli piace vedere il calcio come un mezzo a scopo di lucro, preferisce puntare sulla forza dei calciatori. È stato Romeo a far entrare Demian al Bercellona libernandolo dalle grinfie del padre violento.

- Hokuto Saejima - È stato compagno di scuola di Seikichi, frequentavano entrambi il Seiran. Saejima era considerato un calciatore molto forte ai tempi dei campionati liceali, ha lasciato il Seiran al secondo anno, ha giocato in Spagna per il Catalogna e poi, dopo essersi ritirato all'età di 25 anni, ha iniziato a lavorare per il Barcellona nello staff degli allenatori. Contrariamente a Romeo, lui con i propri giocatori è più solidale.

## Altri personaggi
- Shun Aoi - È il fratello di Ashito, è di un anno più grande di lui, aiuta la madre lavorando con lei nel loro ristorante. Quando lui e Ashito erano piccoli era stato Shun a insegnargli a giocare a calcio. Caratterialmente Shun è completamente diverso rispetto al fratellino, lui infatti è una persona moderata. Anche lui come Ashito pratica il calcio, Shun è il protagonista del manga Ao Ashi Brotherfoot.

- Noriko Aoi - È la madre di Ashito e Shun, è una donna molto bella e giovane, gestisce il proprio ristorante, lo Yu-No. Non sopporta il temperamento troppo impulsivo e collerico di Ashito anche se è evidente che sono tratti caratteriali che ha preso proprio da Noriko. È una donna introversa, ma ama molto i suoi figli, diversamente da loro, però, non è un'appassionata di calcio.

- Aoi Kaneko - Giornalista sportiva che lavora per la rivista Soccer Every è una donna piuttosto esuberante con un carattere gioviale. Segue il calcio giovanile giapponese sebbene il suo interesse sia rivolto anche per il calcio internazionale. Col tempo si appassiona al Tokyo Esperion seguendo le loro partite con entusiasmo.

- Anri Kaidō - Suo padre è l'amministratore delegato della compagnia che è a capo del Tokyo Esperion. Anri è una grande appassionata di calcio, desidera diventare un'allenatrice. Lei e Motoki si conoscono fin da quando erano due bambini, c'è una latente rivalità tra lei e Hana dato che entrambe nutrono dei sentimenti per Ashito, tuttavia Anri è ben consapevole che Hana è l'unica che lui corrisponde. È quasi sempre accompagnata dal proprio maggiordomo. Frequenta lo stesso liceo affiliato al Tokyo Esperion dove studiano giocatori delle giovanili del club.

- Chihaya Akutsu - È la madre di Nagisa, vive a Kyoto, dedita solo al divertimento non si è mai curata del benessere di suo figlio. È sempre stata una madre negligente, fondamentalmente è una donna sola, è stato Fukuda ad allontanare il figlio da lei quando lo reclutò al Tokyo Esperion. Nagisa ha sempre odiato l'indifferenza con cui Chihaya lo ha cresciuto, tanto da ammettere che non sarebbe mai capace di perdonarla per i suoi sbagli.

- Claire Cant - È la sorella maggiore di Demian, quando i genitori divorziarono lei rimase a vivere in Spagna con la madre. Demian deve a Claire il proprio successo come atleta dato che è stata lei a convincere Romeo a farlo entrare nel Barcellona, portandolo via dall'Argentina. Claire segue il fratello nella sua carriera di calciatore, per lei il calcio è principalmente un business.

- Casado Cant - È il padre di Claire e Demian, in passato aveva tentato di sfondare nell'ambiente calcistico come portiere, ma fallì e divenne un marito violento e prevaricatore. In seguito alla fine del proprio matrimonio ha portato con sé Demian in Argentina, ha sempre trattato male il figlio, e quando emerse che Demian poteva diventare un promettente calciatore, Casado tentò anche di sabotarlo. Romeo, convinto da Claire, va in Argentina e affronta Casado allontanando Demian da lui portandolo con sé in Spagna, riuscendo così a sottrarlo dalla prepotenza paterna.

- Camila Cant - È la madre di Casado e nonna di Demian e Claire. Ha di suo figlio una bassissima considerazione, odiando il trattamento iniquo che ha sempre riservato a Demian, infatti quando portò il figlio in Argentina per crescerlo lui personalmente, è stata solo Camila a trattare il nipote con affetto. Demian, a malincuore, si separa da Camila per trasferirsi in Spagna e diventare un calciatore di successo, lei regala al nipote un rosario che Demian conserva gelosamente.